# Sývota
Sývota (en grec moderne : Σύβοτα) est un village et ancienne municipalité situé sur dans l'Épire, en Grèce.